# Echipa națională de fotbal a Marocului
Echipa națională de fotbal a Marocului (arabă منتخب المغرب لكرة القدم), este echipa națională de fotbal a Marocului și este controlată de Federația Regală Marocană de Fotbal. Câștigători ai Cupei Africii pe Națiuni în 1976, au fost și prima echipă africană care au câștigat o grupă la Campionatul Mondial de Fotbal din 1986, terminând înaintea Portugaliei, Poloniei și a Angliei.

## Cupa Africii pe Națiuni
| - 1957 - Nu a participat - 1959 - Nu a participat - 1962 - S-a retras - 1963 - Nu s-a calificat - 1965 - Nu a participat - 1968 - Nu a participat - 1970 - Nu s-a calificat - 1972 - Faza grupelor - 1974 - Nu a participat - 1976 - Campioni - 1978 - Faza grupelor - 1980 - Locul trei - 1982 - Nu s-a calificat - 1984 - Nu s-a calificat |  | - 1986 - Locul patru - 1988 - Locul patru - 1990 - Nu s-a calificat - 1992 - Faza grupelor - 1994 - Nu s-a calificat - 1996 - Nu s-a calificat - 1998 - Sferturi de finală - 2000 - Faza grupelor - 2002 - Faza grupelor - 2004 - Locul doi - 2006 - Faza grupelor - 2008 - Faza grupelor - 2010 - Nu s-a calificat - 2012 - To be determined |

## Antrenori
- Larbi Ben Barek, Abdelkader Lohkmiri, Mohamed Kadmiri (1957-1961)
- Mohamed Massoun, Kader Firoud (1961-1964)
- Mohamed Massoun, Abderrahmane Belmahjoub (1964-1967)
- Cluzeau,  Abdellah Settati (1968-1970)
- Blagoja Vidinić (1970-1971)
- Abderrahmane Belmahjoub (1971)
- José Barinaga (1972)
- Abdallah El-Emmani (1972-1976)
- Gheorghe Mărdărescu (1976-1977) (Câștigător al Cupei Africii pe Națiuni)
- Abdallah Ben Barek "Malaga" (1977)
- Cluzeau (1979)
- Just Fontaine (1979-1981)
- Yabram Hamidouch (1981)
- José Faria "Mehdi" (1983-1988)
- Jaime Valente (1988-1989)
- Antonio Valentín "Angelino Angelillo" (1989-1990)
- Werner Olk (1990-1992)
- Abdelkhalek Louzani (1992)
- Abdellah Ajri Blinda (1993-1994)
- Mohammed Lamari (1994)
- Gilson Nunez (1995)
- Henri Michel (1995-2000)
- Henryk Kasperczak (2000)
- Mustapha Madih (2001)
- Humberto Coelho (2002)
- Badou Zaki (2002-2005)
- Philippe Troussier (2005)
- Mohamed Fakhir (2005-2007)
- Henri Michel (2007-2008)
- Roger Lemerre (2008-2009)
- Hassan Moumen (2009-2010)
- Eric Gerets (2010-)

## Campionatul Mondial
| Țară gazdă / An | Runda            | Poziția          | MJ               | V                | R                | Î                | GM               | GP               |
| --------------- | ---------------- | ---------------- | ---------------- | ---------------- | ---------------- | ---------------- | ---------------- | ---------------- |
| 1930 până 1958  | Nu a intrat      | Nu a intrat      | Nu a intrat      | Nu a intrat      | Nu a intrat      | Nu a intrat      | Nu a intrat      | Nu a intrat      |
| 1962            | Nu s-a calificat | Nu s-a calificat | Nu s-a calificat | Nu s-a calificat | Nu s-a calificat | Nu s-a calificat | Nu s-a calificat | Nu s-a calificat |
| 1966            | S-a retras       | S-a retras       | S-a retras       | S-a retras       | S-a retras       | S-a retras       | S-a retras       | S-a retras       |
| 1970            | Faza grupelor    | 14               | 3                | 0                | 1                | 2                | 2                | 6                |
| 1974 până 1982  | Nu s-a calificat | Nu s-a calificat | Nu s-a calificat | Nu s-a calificat | Nu s-a calificat | Nu s-a calificat | Nu s-a calificat | Nu s-a calificat |
| 1986            | Optimi           | 11               | 4                | 1                | 2                | 1                | 3                | 2                |
| 1990            | Nu s-a calificat | Nu s-a calificat | Nu s-a calificat | Nu s-a calificat | Nu s-a calificat | Nu s-a calificat | Nu s-a calificat | Nu s-a calificat |
| 1994            | Faza grupelor    | 23               | 3                | 0                | 0                | 3                | 2                | 5                |
| 1998            | Faza grupelor    | 18               | 3                | 1                | 1                | 1                | 5                | 5                |
| 2002            | Nu s-a calificat | Nu s-a calificat | Nu s-a calificat | Nu s-a calificat | Nu s-a calificat | Nu s-a calificat | Nu s-a calificat | Nu s-a calificat |
| 2006 până 2014  | Nu s-a calificat | Nu s-a calificat | Nu s-a calificat | Nu s-a calificat | Nu s-a calificat | Nu s-a calificat | Nu s-a calificat | Nu s-a calificat |
| 2018            | Faza grupelor    | 27               | 3                | 0                | 1                | 2                | 2                | 4                |
| 2022            | Finala Mică      | 4                | 7                | 3                | 2                | 2                | 6                | 5                |
| 2026            | Va urma          | Va urma          | Va urma          | Va urma          | Va urma          | Va urma          | Va urma          | Va urma          |
| Total           | 6/22             |                  | 23               | 5                | 7                | 11               | 20               | 27               |

## Turnee
| Faza | Naționala | Scor | Adversar | Final |
| ---- | --------- | ---- | -------- | ----- |

| Grupelor    | Maroc | 0 - 0 | Croația    | Remiză     |
| Grupelor    | Maroc | 2 - 0 | Belgia     | Victorie   |
| Grupelor    | Maroc | 2 - 1 | Canada     | Victorie   |
| Optimi      | Maroc | 0 - 0 | Spania     | Remiză     |
| Optimi      | Maroc | 3 : 0 | Spania     | Penalty    |
| Sferturi    | Maroc | 1 - 0 | Portugalia | Victorie   |
| Semifinale  | Maroc | 0 - 2 | Franța     | Înfrângere |
| Finala Mică | Maroc | 1 - 2 | Croația    | Înfrângere |

| Grupelor | Maroc | 0 - 1 | Iran       | Înfrângere |
| Grupelor | Maroc | 0 - 1 | Portugalia | Înfrângere |
| Grupelor | Maroc | 2 - 2 | Spania     | Remiză     |

| Grupelor | Maroc | 2 - 2 | Norvegia | Remiză     |
| Grupelor | Maroc | 0 - 3 | Brazilia | Înfrângere |
| Grupelor | Maroc | 3 - 0 | Scoția   | Victorie   |

| Grupelor | Maroc | 0 - 1 | Belgia         | Înfrângere |
| Grupelor | Maroc | 1 - 2 | Arabia Saudită | Înfrângere |
| Grupelor | Maroc | 1 - 2 | Țările de Jos  | Înfrângere |

| Grupelor | Maroc | 0 - 0 | Polonia    | Remiză     |
| Grupelor | Maroc | 0 - 0 | Anglia     | Remiză     |
| Grupelor | Maroc | 3 - 1 | Portugalia | Victorie   |
| Optimi   | Maroc | 0 - 1 | Germania   | Înfrângere |

| Grupelor | Maroc | 1 - 2 | Germania | Înfrângere |
| Grupelor | Maroc | 0 - 3 | Peru     | Înfrângere |
| Grupelor | Maroc | 1 - 1 | Bulgaria | Remiză     |

## Adversari
| Adversar       | Meciuri | Victorie | Remiză | Înfrângere |               | Adversar | Meciuri | Victorie | Remiză | Înfrângere |
| -------------- | ------- | -------- | ------ | ---------- | ------------- | -------- | ------- | -------- | ------ | ---------- |
| Portugalia     | 3       | 2        | 0      | 1          | Belgia        | 2        | 1       | 0        | 1      |            |
| Croația        | 2       | 0        | 1      | 1          | Germania      | 2        | 0       | 0        | 2      |            |
| Spania         | 2       | 0        | 2      | 0          | Anglia        | 1        | 0       | 1        | 0      |            |
| Arabia Saudită | 1       | 0        | 0      | 1          | Brazilia      | 1        | 0       | 0        | 1      |            |
| Bulgaria       | 1       | 0        | 1      | 0          | Canada        | 1        | 1       | 0        | 0      |            |
| Iran           | 1       | 0        | 0      | 1          | Norvegia      | 1        | 0       | 1        | 0      |            |
| Peru           | 1       | 0        | 0      | 1          | Polonia       | 1        | 0       | 1        | 0      |            |
| Scoția         | 1       | 1        | 0      | 0          | Țările de Jos | 1        | 0       | 0        | 1      |            |
| Franța         | 1       | 0        | 0      | 1          |               |          |         |          |        |            |
| 9 echipe       | 13      | 3        | 4      | 6          | 8 echipe      | 10       | 2       | 3        | 5      |            |

## Jucători

### Lotul actual
Următori jucători au fost chemați pentru meciurile de la Cupa Mondială din 2022.
| Nr. | Poz. | Jucător                                | Data nașterii (vârsta)         | Selecții | Goluri | Club                |
| --- | ---- | -------------------------------------- | ------------------------------ | -------- | ------ | ------------------- |
| 1   | P    | Yassine Bounou                         | 5 aprilie 1991 (33 de ani)     | 47       | 0      | Sevilla             |
| 12  | P    | Munir Mohamedi                         | 10 mai 1989 (35 de ani)        | 43       | 0      | Al Wehda            |
| 22  | P    | Ahmed Reda Tagnaouti                   | 5 aprilie 1996 (28 de ani)     | 3        | 0      | Wydad AC            |
|     |      |                                        |                                |          |        |                     |
| 2   | F    | Achraf Hakimi                          | 4 noiembrie 1998 (26 de ani)   | 55       | 8      | Paris Saint-Germain |
| 3   | F    | Noussair Mazraoui                      | 14 noiembrie 1997 (27 de ani)  | 16       | 2      | Bayern Munich       |
| 5   | F    | Nayef Aguerd                           | 30 martie 1996 (28 de ani)     | 23       | 1      | West Ham United     |
| 6   | F    | Romain Saïss (căpitan)                 | 26 martie 1990 (35 de ani)     | 67       | 1      | Beșiktaș            |
| 18  | F    | Jawad El Yamiq                         | 29 februarie 1992 (33 de ani)  | 12       | 2      | Valladolid          |
| 20  | F    | Achraf Dari                            | 6 mai 1999 (25 de ani)         | 4        | 0      | Brest               |
| 23  | F    | Badr Benoun                            | 30 septembrie 1993 (31 de ani) | 3        | 0      | Qatar SC            |
| 25  | F    | Yahia Attiyat Allah                    | 2 martie 1995 (30 de ani)      | 3        | 0      | Wydad AC            |
|     |      |                                        |                                |          |        |                     |
| 4   | M    | Sofyan Amrabat (al 2-lea vice-căpitan) | 21 august 1996 (28 de ani)     | 40       | 0      | Fiorentina          |
| 8   | M    | Azzedine Ounahi                        | 19 aprilie 2000 (24 de ani)    | 11       | 2      | Angers              |
| 11  | M    | Abdelhamid Sabiri                      | 28 noiembrie 1996 (28 de ani)  | 3        | 1      | Sampdoria           |
| 13  | M    | Ilias Chair                            | 30 octombrie 1997 (27 de ani)  | 11       | 1      | Queens Park Rangers |
| 15  | M    | Selim Amallah                          | 15 noiembrie 1996 (28 de ani)  | 25       | 4      | Standard Liège      |
| 24  | M    | Bilal El Khannous                      | 10 mai 2004 (20 de ani)        | 0        | 0      | Genk                |
| 26  | M    | Yahya Jabrane                          | 18 iunie 1991 (33 de ani)      | 5        | 0      | Wydad AC            |
|     |      |                                        |                                |          |        |                     |
| 7   | A    | Hakim Ziyech (vice-căpitan)            | 19 martie 1993 (32 de ani)     | 44       | 18     | Chelsea             |
| 9   | A    | Abderrazak Hamdallah                   | 17 decembrie 1990 (34 de ani)  | 19       | 6      | Al-Ittihad          |
| 10  | A    | Anass Zaroury                          | 7 noiembrie 2000 (24 de ani)   | 1        | 0      | Burnley             |
| 14  | A    | Zakaria Aboukhlal                      | 18 februarie 2000 (25 de ani)  | 12       | 2      | Toulouse            |
| 16  | A    | Abde Ezzalzouli                        | 17 decembrie 2001 (23 de ani)  | 3        | 0      | Osasuna             |
| 17  | A    | Sofiane Boufal                         | 17 septembrie 1993 (31 de ani) | 33       | 6      | Angers              |
| 19  | A    | Youssef En-Nesyri                      | 1 iunie 1997 (27 de ani)       | 51       | 15     | Sevilla             |
| 21  | A    | Walid Cheddira                         | 22 ianuarie 1998 (27 de ani)   | 2        | 0      | Bari                |

### Convocări recente
Următorii jucători au fost convocați la naționala Marocului în ultimile 12 luni și sunt disponibili pentru selecție.
| SUS Player is suspended · INJ Did not make it to the current squad due to injury · DEC Player declined the call-up to the squad · PRE Preliminary squad / standby\| Poz. \| Jucător \| Data nașterii (vârsta) \| Selecții \| Goluri \| Club \| Ultima convocare \| \| ---- \| ---------------------- \| ------------------------------ \| -------- \| ------ \| ------------------- \| --------------------------------- \| \| P \| Yassine El Kharroubi \| 29 martie 1990 (34 de ani) \| 2 \| 0 \| Wydad Casablanca \| v. Mali, 5 September 2017 \| \| \| \| \| \| \| \| \| \| F \| Mohamed Nahiri \| 29 octombrie 1990 (34 de ani) \| 1 \| 0 \| Wydad Casablanca \| v. Coreea de Sud, 10 October 2017 \| \| F \| Manuel da Costa \| 6 mai 1986 (38 de ani) \| 23 \| 0 \| İstanbul Bașakșehir \| v. Gabon, 7 October 2017 \| \| F \| Amine Khammas \| 6 aprilie 1999 (25 de ani) \| 0 \| 0 \| Genk \| v. Mali, 5 September 2017 \| \| F \| Zouhair Feddal \| 1 ianuarie 1989 (36 de ani) \| 14 \| 0 \| Betis \| v. Camerun, 10 June 2017 \| \| F \| Abdelhamid El Kaoutari \| 17 martie 1990 (35 de ani) \| 13 \| 0 \| Bastia \| v. Camerun, 10 June 2017 \| \| F \| Amine Atouchi \| 1 iulie 1992 (32 de ani) \| 1 \| 0 \| Wydad Casablanca \| 2017 Africa Cup of Nations \| \| \| \| \| \| \| \| \| \| M \| Youssef Aït Bennasser \| 7 iulie 1996 (28 de ani) \| 11 \| 0 \| Caen \| v. Coreea de Sud, 10 October 2017 \| \| M \| Oussama Tannane \| 23 martie 1994 (31 de ani) \| 9 \| 2 \| Las Palmas \| v. Coreea de Sud, 10 October 2017 \| \| M \| Badr Boulhroud \| 21 aprilie 1993 (31 de ani) \| 1 \| 0 \| FUS Rabat \| v. Coreea de Sud, 10 October 2017 \| \| M \| Mohamed Ounajem \| 4 ianuarie 1992 (33 de ani) \| 1 \| 0 \| Wydad Casablanca \| v. Coreea de Sud, 10 October 2017 \| \| M \| Mehdi Carcela-González \| 1 iulie 1989 (35 de ani) \| 19 \| 1 \| Olympiacos \| v. Mali, 5 September 2017 \| \| M \| Sofiane Alakouch \| 29 iulie 1998 (26 de ani) \| 0 \| 0 \| Nîmes \| v. Mali, 5 September 2017 \| \| M \| Mohamed Fouzair \| 24 decembrie 1991 (33 de ani) \| 0 \| 0 \| Al-Nassr \| v. Mali, 5 September 2017 \| \| M \| Yassin Ayoub \| 6 martie 1994 (31 de ani) \| 0 \| 0 \| Utrecht \| v. Țările de Jos, 31 May 2017 \| \| M \| Mounir Obbadi \| 4 aprilie 1983 (41 de ani) \| 20 \| 0 \| Nice \| v. Burkina Faso, 24 March 2017 \| \| M \| Omar El Kaddouri \| 21 august 1990 (34 de ani) \| 26 \| 5 \| PAOK \| 2017 Africa Cup of Nations \| \| \| \| \| \| \| \| \| \| A \| Aziz Bouhaddouz \| 29 ianuarie 1987 (38 de ani) \| 12 \| 3 \| St. Pauli \| v. Coreea de Sud, 10 October 2017 \| \| A \| Walid Azaro \| 6 octombrie 1995 (29 de ani) \| 4 \| 0 \| Al Ahly \| v. Mali, 5 September 2017 \| \| A \| Youssef En-Nesyri \| 1 iunie 1997 (27 de ani) \| 15 \| 1 \| Málaga \| v. Camerun, 10 June 2017 \| \| A \| Yacine Bammou \| 11 septembrie 1991 (33 de ani) \| 6 \| 1 \| Nantes \| v. Țările de Jos, 31 May 2017 \| \| A \| Youssef El-Arabi \| 3 februarie 1987 (38 de ani) \| 41 \| 15 \| Al-Duhail \| 2017 Africa Cup of Nations \| \| \| \| \| \| \| \| \| |                        |                                |          |        |                     |                                   |
| Poz. | Jucător                | Data nașterii (vârsta)         | Selecții | Goluri | Club                | Ultima convocare                  |
| P | Yassine El Kharroubi   | 29 martie 1990 (34 de ani)     | 2        | 0      | Wydad Casablanca    | v. Mali, 5 September 2017         |
| |                        |                                |          |        |                     |                                   |
| F | Mohamed Nahiri         | 29 octombrie 1990 (34 de ani)  | 1        | 0      | Wydad Casablanca    | v. Coreea de Sud, 10 October 2017 |
| F | Manuel da Costa        | 6 mai 1986 (38 de ani)         | 23       | 0      | İstanbul Bașakșehir | v. Gabon, 7 October 2017          |
| F | Amine Khammas          | 6 aprilie 1999 (25 de ani)     | 0        | 0      | Genk                | v. Mali, 5 September 2017         |
| F | Zouhair Feddal         | 1 ianuarie 1989 (36 de ani)    | 14       | 0      | Betis               | v. Camerun, 10 June 2017          |
| F | Abdelhamid El Kaoutari | 17 martie 1990 (35 de ani)     | 13       | 0      | Bastia              | v. Camerun, 10 June 2017          |
| F | Amine Atouchi          | 1 iulie 1992 (32 de ani)       | 1        | 0      | Wydad Casablanca    | 2017 Africa Cup of Nations        |
| |                        |                                |          |        |                     |                                   |
| M | Youssef Aït Bennasser  | 7 iulie 1996 (28 de ani)       | 11       | 0      | Caen                | v. Coreea de Sud, 10 October 2017 |
| M | Oussama Tannane        | 23 martie 1994 (31 de ani)     | 9        | 2      | Las Palmas          | v. Coreea de Sud, 10 October 2017 |
| M | Badr Boulhroud         | 21 aprilie 1993 (31 de ani)    | 1        | 0      | FUS Rabat           | v. Coreea de Sud, 10 October 2017 |
| M | Mohamed Ounajem        | 4 ianuarie 1992 (33 de ani)    | 1        | 0      | Wydad Casablanca    | v. Coreea de Sud, 10 October 2017 |
| M | Mehdi Carcela-González | 1 iulie 1989 (35 de ani)       | 19       | 1      | Olympiacos          | v. Mali, 5 September 2017         |
| M | Sofiane Alakouch       | 29 iulie 1998 (26 de ani)      | 0        | 0      | Nîmes               | v. Mali, 5 September 2017         |
| M | Mohamed Fouzair        | 24 decembrie 1991 (33 de ani)  | 0        | 0      | Al-Nassr            | v. Mali, 5 September 2017         |
| M | Yassin Ayoub           | 6 martie 1994 (31 de ani)      | 0        | 0      | Utrecht             | v. Țările de Jos, 31 May 2017     |
| M | Mounir Obbadi          | 4 aprilie 1983 (41 de ani)     | 20       | 0      | Nice                | v. Burkina Faso, 24 March 2017    |
| M | Omar El Kaddouri       | 21 august 1990 (34 de ani)     | 26       | 5      | PAOK                | 2017 Africa Cup of Nations        |
| |                        |                                |          |        |                     |                                   |
| A | Aziz Bouhaddouz        | 29 ianuarie 1987 (38 de ani)   | 12       | 3      | St. Pauli           | v. Coreea de Sud, 10 October 2017 |
| A | Walid Azaro            | 6 octombrie 1995 (29 de ani)   | 4        | 0      | Al Ahly             | v. Mali, 5 September 2017         |
| A | Youssef En-Nesyri      | 1 iunie 1997 (27 de ani)       | 15       | 1      | Málaga              | v. Camerun, 10 June 2017          |
| A | Yacine Bammou          | 11 septembrie 1991 (33 de ani) | 6        | 1      | Nantes              | v. Țările de Jos, 31 May 2017     |
| A | Youssef El-Arabi       | 3 februarie 1987 (38 de ani)   | 41       | 15     | Al-Duhail           | 2017 Africa Cup of Nations        |
| |                        |                                |          |        |                     |                                   |